# Бафусам
Бафу́сам — город на юго-западе Камеруна. Является административным центром Западного региона и департамента Мифи. Население — 290 768 чел. (по данным 2010 года).
Город является центром римско-католической епархии Бафусама.

## География
Город располагается на юго-западе Камеруна, в горах Бамбуто, к северо-северо-востоку от крупнейшего города и порта страны — Дуалы.

## Экономика
Через Бафусам проходит транс-африканский автодорожный маршрут  шоссе Лагос-Момбаса. Бафусам издавна является торговым центром местного народа бамилеке. На его рынках продают выращиваемые в окрестностях города кофе, чай, табак, орех колу и кору хинного дерева, из которой затем изготовляют хинин. В окрестностях Бафусама развито птице- и свиноводство.
Также в городе существуют строительная и лесная отрасли промышленности. Действует аэропорт Бафусам.